# Nanatsumori Riri
Nanatsumori Riri (七ツ森 りり (Thất-Tử-Sâm Lị-Lị))  là một nữ diễn viên khiêu dâm và người mẫu thời trang người Nhật Bản. Cô thuộc về công ti T-Powers.

## Sự nghiệp
Cô có bố là người Nhật và mẹ là người Philippines. Cô là người mẫu độc quyền của CHOKi CHOKi girls và là người mẫu độc giả cũng như MC trong chương trình "musicる TV" của TV Asahi. Tại thời điểm đó, tên biểu diễn của cô là Matsumoto Suzuka và công ti chủ quản là Nom de plume.
Từ tháng 3 đến tháng 8/2015, cô cùng Suzuki Aya, Yoshiki Chisato, Maeda Nozomi, Fujita Nicole và Kondō Yōchi được chọn làm thành viên nhóm "Priranger" (プリレンジャー) cho chiến dịch máy chụp hình purikura. Nhóm đã được tái thành lập vào tháng 11 cùng năm.
Từ khoảng năm 2016, cô đã hẹn hò với người mẫu nam, họ đã trở thành một cặp đôi người mẫu chính thức và đã xuất hiện cùng nhau trong nhiều sự kiện, tuy nhiên mối quan hệ dần bị lãng quên khi người mẫu nam rời ngành giải trí. Cô đã tiết lộ rằng trên thực tế, cô muốn tiếp tục các hoạt động công chúng của mình, và mặc dù sau đó anh ấy đã hỏi cưới cô, cô đã chia tay vì không muốn dính líu đến anh ấy nữa.
13/7/2020, cô thông báo trên Twitter rằng cô sẽ chuyển sang công ti chủ quản mới (T-Powers) và đổi tên diễn thành Nanatsumori Riri. Cô vẫn tiếp tục sử dụng tài khoản Twitter đó về sau. Ngày 17 cùng tháng, có thông báo rằng cô sẽ ra mắt với tư cách là nữ diễn viên khiêu dâm vào ngày 19/8. Ngay khi mọi người có thể đặt trước phim của cô, cô đã xếp thứ nhất trong bảng xếp hạng bán hàng qua bưu điện của FANZA Trong tuần ngày 15/7, cô xếp thứ nhất trong bảng xếp hạng bán hàng qua bưu điện của FANZA hàng tuần sắp xếp theo lượt đặt trước.
10/9/2020, cô mở kênh YouTube Riripi Channel/りりぴちゃんねる.
Tháng 12/2020, cô xếp thứ 25 trong bảng "FLASH 2020 BEST100 diễn viên đang hoạt động gợi cảm nhất" được bầu chọn bởi độc giả.
Phim ra mắt ngành của cô đã xếp thứ nhất trong bảng xếp hạng doanh số phim khiêu dâm bán ra hàng năm năm 2020 của Asahi Geinō (hợp tác với FANZA). Ngoài ra, phim thứ hai của cô "Đỉnh cao cực khoái! Trải nghiệm lần đầu 3 cảnh quay, 6 góc quay đặc biệt lần đầu" (めちゃイキ!初体験3本番初めて尽くしの6コーナースペシャル) đã xếp thứ 18 trong bảng xếp hạng hàng năm Trong bảng xếp hạng doanh số phim khiêu dâm bán ra hàng năm của  FANZA năm 2020, doanh số các bản đĩa DVD và Blu-ray được tính riêng, và ba phim cô đóng nằm trong 4 thứ hạng đầu.
Tháng 8/2021, cô xếp thứ 69 trong "Bảng xếp hạng FLASH 2021 diễn viên nữ gợi cảm chọn bởi 300 độc giả".
Tháng 12 cùng năm, cô xếp thứ 46 trong bảng xếp hạng nữ diễn viên gợi cảm 2021 trên tạp chí FLASH của Kobunsha.
Tháng 5/2022, cô xếp thứ 27 trong bảng "bầu cử nữ diễn viên phim khiêu dâm SEXY đang hoạt động 2022" của Asahi Geinō.
Tháng 5/2023, cô xếp thứ 29 trong cuộc "bầu cử nữ diễn viên khiêu dâm SEXY năng động năm 2023" của Asahi Geinō.

## Đời tư
- Lần đầu cô quan hệ tình dục là vào năm 16 tuổi.[25]
- Khi cô còn hoạt động với tư cách là người mẫu độc giả, ngày sinh của cô là 8/6, nhưng sau khi chuyển sang ngành phim khiêu dâm, ngày sinh đã đổi thành 11/11. Về lí do đổi ngành, cô đã nói rằng cô "muốn nổi tiếng trở lại".[26] Cô cũng nói với bố mẹ về công việc của mình. Vì thế cô muốn làm những công việc mà cô cảm thấy tự hào.[27] Mặc dù cô đã thay đổi mạnh mẽ công việc của mình với người hâm mộ chuyển từ phụ nữ sang đàn ông, cô vẫn có nhiều người hâm mộ từ khi còn là người mẫu độc giả tại các sự kiện ra mắt sách ảnh và trong các buổi phát trực tiếp trên Instagram, và trong một cuộc phỏng vấn cô đã nói "Tôi rất cảm kích những người hâm mộ đã đi theo tôi suốt thời gian qua".[28]
- Mặc dù cô học khác trường với nữ diễn viên khiêu dâm Yūki Rumina, họ đã là bạn bè từ khi học cấp hai.
- Cô là người ăn nhiều. Cô không thích rau củ, nhưng cô thích ăn nấm và có thể ăn được cà tím. Cô là một người kén chọn khi ăn và là người nghiện đồ uống có cồn.[29]
- Trong một cuộc phỏng vấn về phim ra mắt ngành của cô, cô đã nói rằng "Trước đây, tôi thậm chí không được mặc áo tắm, nên đó là lần đầu tôi cởi áo tắm" và "Tôi đã làm việc để phục vụ phụ nữ trước đây, nên tôi lo lắng liệu tôi có thể hợp phục vụ đàn ông không".
- Trong các cảnh quay quan hệ thông thường, cô thường tập trung về việc trở nên điên loạn như một con quái vật (beast mode) hơn là để có cảnh quay đẹp.[30]
- Cô đã nghiện các trò chơi di động (thể loại MMORPG) từ khi học cấp hai, và cô đã xếp thứ 1 trên máy chủ trò chơi cũng như được biết đến là một "người đam mê trò chơi".[27] Cô có nhiều người bạn mà cô đã gặp khi chơi trò chơi trực tuyến.[27]